# Песчаная газель
Песчаная газель (Gazella leptoceros) — вид газелей, встречающийся в отдельных регионах пустыни Сахары.

## Описание
Песчаная газель достигает величины тела от 1,15 до 1,3 м, от 15 до 20 см составляет длина хвоста. Высота в холке — от 65 до 70 см, вес — от 20 до 30 кг. Данный вид отличают длинные и тонкие рога, длина которых у самцов достигает 40 см. Цвет шерсти бежево-белый, наиболее светлый среди всех африканских газелей. Другими отличиями являются расплывчатая лицевая маска, чёрное пятно на хвосте и расширенные копыта, предотвращающие погружение в песок.

## Распространение
Песчаная газель населяет главным образом пустынные равнины, однако порой проникает и в холмистые местности, расположенные по соседству. Изначально она была распространена на большой части Северной Африки, однако в наши дни сохранилась лишь в Нигере и Египте, хотя не исключены небольшие популяции и в других странах Сахары. Общая численность этого вида оценивается в менее чем 2500 взрослых особей. МСОП оценивает песчаную газель как вымирающий вид (endangered).